# كورار (سم)
الكورار (بالإنجليزية: Curare)‏ هو مركب كيميائي طبيعي يستخرج من بعض النباتات المتسلقة التي تستوطن الأمازون، لا سيما من غضروفية الأغصان الوبراء (Chondodendron tomentosum) وستيكنوس توكسيفيرا (Strychnos toxifera). الكورار هو مركب شديد السمية يتسبب أساسا في شلل العضلات. يتم استخدامه من قبل بعض السكان الأميركيين الأصليين والأستراليين الأصليين تسميم السهام. في أفريقيا الوسطى، يتم إنتاج الكورار انطلاقا من الستركنوس أوزمبارونسيس (Strychnos usambarensis).

## أصل التسمية
أصل كلمة «كورار» (curare) هي في الواقع غير معروفة: حيث يحتمل أنها قد جاءت من كلمة «أوراري» (ourari) التي تعني «الموت الذي يقتل بنعومة». كما يمكن أن يكون هناك أصل آخر لها، وهو: تقصير لكلمة «طائر» (Uira) وكلمة «سائل» (y) للدلالة على «السائل الذي يقتل الطيور».
تختلف الكورار (Urari) باختلاف قبائل الأمازون، حيث يعرف أيضا بأسماء مثل كوراري، تورارا، فورارا، وورارو، ووراتي، ووراري، وورالي، أورار، أوراريت فينمو ،وأوراري (التي تعني في اللغة الغاليبية «الموت القاتل بنعومة»).

## تاريخ
السير والتر رالي كان أول من أشار حوالي سنة 1596 إلى سم يستخدمه السكان الأصليون لتسميم السهام، كان ذلك في سياق كتابه اكتشاف غويانا الذي يتعلق بأسفاره في ترينيداد ومنطقة غوايانا، على الرغم من أن السم الذي وصفه ربما قد لا يكون هو سم الكورار. بحلول القرن الثامن عشر، أطلق المبشر الإسباني خوسيه غوميلا عليه اسم الكورار وقام بوصف آثاره في كتابه «أورينوكو عرض وتصوير» قالب:إس: قام السكان الأصليون في أمريكا الجنوبية بتلويث السهام بالكورار للاستعمالها في الصيد باستخدام بندقية النفخ. تسقط الطريدة المسممة لحظات بعد أن تلمسها السموم بسبب شلل عضلي، الأمر الذي يحول دون تخويف الأهداف المحتملة الأخرى. مع ذلك، تبقى لحوم الطرائد صالحة للأكل، حيث أن الكورار لا ينشط في حالة ابتلاعه ومروره في الجهاز الهضمي.
في سنة 1780، اكتشف آبي فيليكس فونتانا أن هذا السم يعمل بشكل أساسي على العضلات بدلا من الأعصاب والقلب. بحلول سنة 1832، قدم ألكسندر فون هومبولت أول رواية غربية عن كيفية تحضير السم انطلاقا من النباتات من قبل سكان نهر أورينوكو.
خلال سنوات 1811 و1812، قام السير بنيامين كولينز برودي بتجريب الكورار. وكان أول من أظهر أن الكورار لا يقتل الحيوان مباشرة وأن إنعاش الحيوان ممكن في حالة ما إذا تم الحفاظ على تنفس الحيوان بشكل اصطناعي. وبحلول سنة 1825، وصف تشارلز واترتون تجربة كلاسيكية، تمكن خلالها من إبقاء أنثي حمار مسممة بالكورار على قيد الحياة عن طريق تطبيق تنفس اصطناعي عليها باستخدام منفاخ عبر ثقب في قصبتها الهوائية. Waterton is also credited with bringing curare to Europe. حيث ينسب إلى وترتون الفضل في جلب الكورار إلى أوروبا. في المقابل، قام عالم نبات روبرت هرمان شمبورك بتحديد النبتة المتسلقة التي تحوي الكورار كواحدة من جنس الإسطركن، وأطلق عليها الاسم الحالي "Strychnos toxifera".
بحلول سنة 1850 أثبت الطبيب الإسكتلندي جورج هارلي أن الكورار (الوورالي) فعال في علاج الكزاز والتسمم بالستريكنين. سبع سنوات بعد ذلك، وبالضبط في سنة 1857، نشر كلود برنار نتائج تجاربه حول آلية عمل الكورار، قال فيها أن العمل الذي يقوم به السم هو نتيجة لتداخل في توصيل النبضات العصبية من العصب الحركي إلى العضلات الهيكلية، وأن هذا التداخل يحدث على مستوى الوصل العصبية العضلية. بحلول سنة 1914 قام السير هنري ديل الحاصل على جائزة نوبل في الطب بوصف الآليات الفيزيولوجية للأستيل كولين. سرعان ما تمكن في وقت لاحق بعد حوالي 25 عاما من  البرهنة على أن الأستيل كولين مسؤول عن النقل العصبي العضلي، الذي يمكن حجبه عن طريق الكورار.

## آلية العمل والمفعول
يؤثر مركب الكورار على العضلات الهيكلية المخططة فقط وبالتالي ليس له أي تأثير مسكن. ويتصرف بشكل تنافسي على مستوى الوصل العصبية العضلية عن طريق تعطيل مستقبلات الأستيل كولين النيكوتينية، مانعا بذلك العضلات من التقلص.
يؤدي الحقن الوريدي للكورار إلى التسبب في شلل تفاضلي للعضلات: تدلي جفون العين في غضون 30 ثانية، يليه شلل الحجاب الحاجز بعد حوالي 2 إلى 3 دقائق (وبالتالي الموت اختناقا، لذلك فهو يستخدم في بعض الأحيان لغرض القتل الرحيم)، متبوع بشلل في الأطراف السفلية بعد مرور 3 إلى 5 دقائق. أما في حالة الحقن العضلي فإن مفعوله يبدأ بعد حوالي 15 إلى 25 دقيقة.
عند ابتلاع سم الكورار، فإن هذا الأخير ليس له أي تأثير يذكر. لذلك فإن لحم الحيوانات التي يتم اصطياحها باستخدام السهام المسممة بالكورار ليست سامة ويمكن استهلاكها بأمان، كما أن الكورار ليس له أي تأثير على نكهته.

## التشخيص وإدارة التسمم بالكورار
يمكن الإستدلال على حدوث تسمم بالكورار انطلاقا من علامات نموذجية يمكن أن تتركها أي عقار محصر للوصل العصبية العضلية، والتي تظهر على شكل شلل للعضلات بما فيها العضلات التنفسية، ولكنها لا تؤثر بشكل مباشر على القلب.
يمكن إدارة حالات التسمم بالكورار عن طريق مساعدة المريض على التنفس باستخدام الالتنفس الاصطناعي (الإنعاش فما لفم على سبيل المثال). خلال دراسة شملت 29 متطوعا من الجيش أصيبوا جميعهم بالشلل بسبب الكورار، نجح التنفس الاصطناعي في الحفاظ على تشبع الدم بالأكسجين بمعدل يفوق 85 في المائة،  وهو المستوى الذي لا يوجد فيه دليل على تغير حالة الوعي. مع ذلك، فإن التسمم بالكورار يحاكي تماما متلازمة المنحبس، حيث يؤدي إلى الإصابة بشلل كلي للعضلات الإرادية (بما في ذلك العين)، مما يجعل من المستحيل عمليا على الضحية تأكيد وعيه بينما يكون مشلولا.
تستأنف عملية التنفس العفوية بعد نهاية فترة عمل الكورار، والتي تتراوح عادة ما بين 30 دقيقة  إلى 8 ساعات،  حسب أشكال السم وكذا الجرعة. لا يؤثر مركب الكورار بشكل مباشر على عضلة القلب، ولكنه في المقابل إذا مر أكثر من أربع إلى ست دقائق على توقف الجهاز التنفسي بسبب شلل العضلات، فقد تتوقف عضلة القلب عن العمل أوتوماتيكيا بسبب حرمان من الأوكسجين، الشئ الذي يستدعي تدخلا عاجلا لإنقاذ المريض باستخدام تقنية الإنعاش القلبي الرئوي.

### الترياق
يمكن عكس مفعول الشلل العضلي عن طريق إعطاء المريض مثبطات لإنزيم الكولينستراز، مثل البايريدوستيغمين،  والنيوستغمين، والإيدروفونيوم، التي يمكن تصنيفها على أنها «مضادات للكورار».

## معرض صور

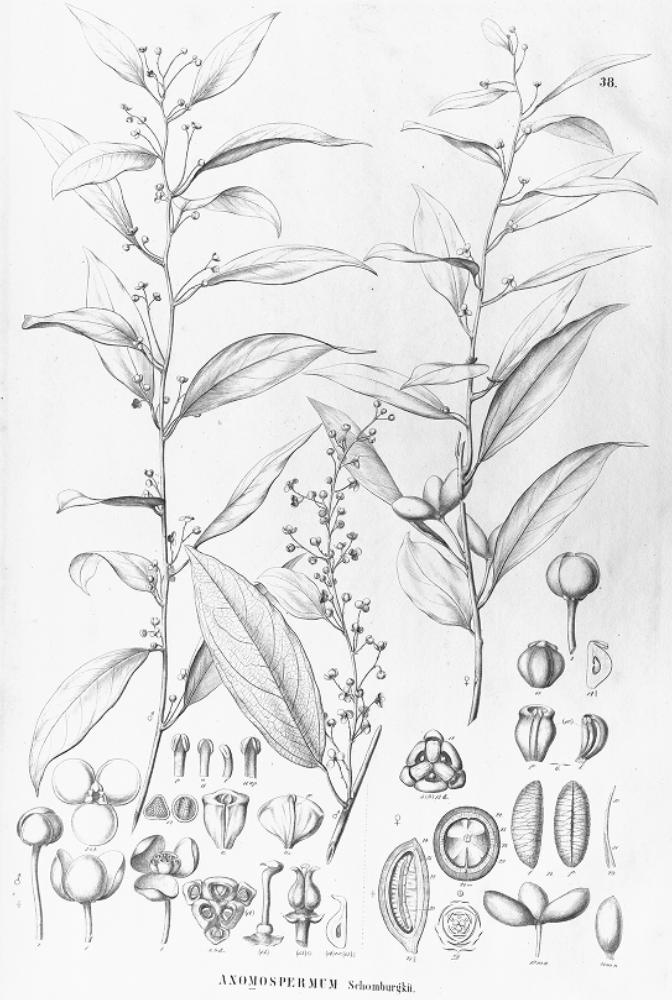
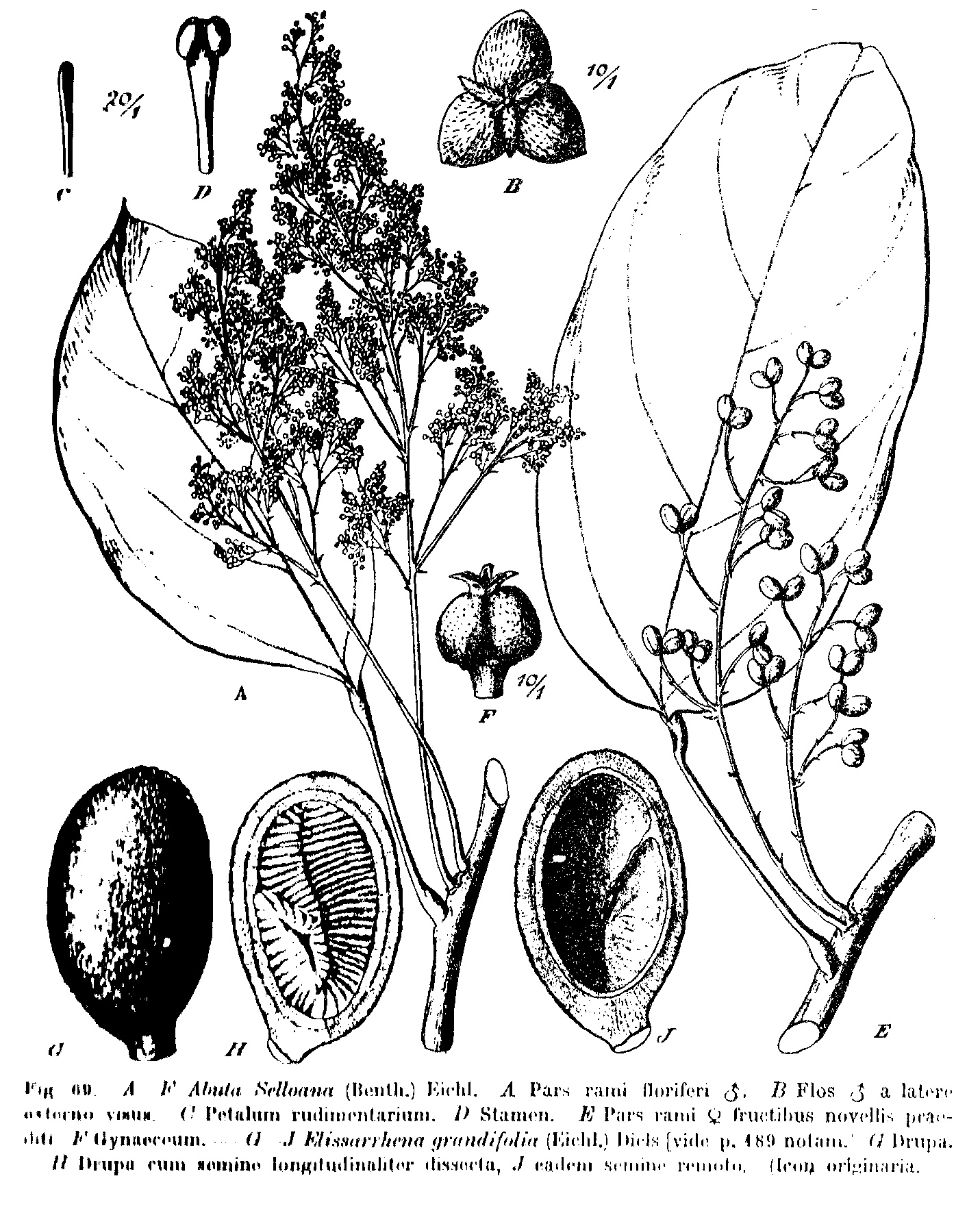
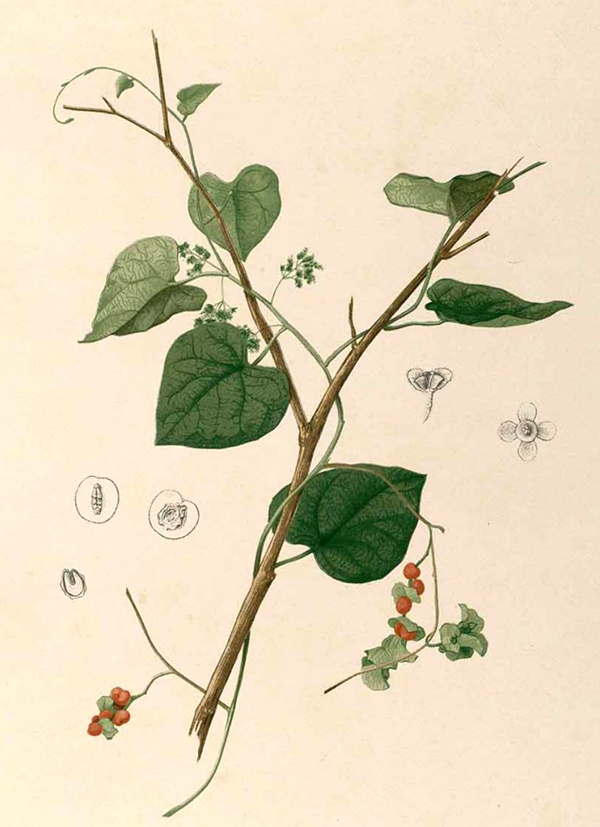